# Souffelweyersheim
Souffelweyersheim település Franciaországban, Bas-Rhin megyében. Lakosainak száma 8182 fő (2022. január 1.). Souffelweyersheim Hœnheim, Mundolsheim, Niederhausbergen, Reichstett és Schiltigheim községekkel határos.

## Népesség
A település népessége az elmúlt években az alábbi módon változott:
| Lakosok száma | 7665 | 7795 | 7923 | 8001 | 8005 | 7994 | 8057 | 8120 | 8182 |
|               | 2013 | 2015 | 2016 | 2017 | 2018 | 2019 | 2020 | 2021 | 2022 |